# فرودگاه صحرایی ایر نشنال گارد بیس گون
فرودگاه صحرایی ایر نشنال گارد بیس گون (به انگلیسی: Gowen Field Air National Guard Base) یک فرودگاه است. این فرودگاه در شهر بویزی، آیداهو کشور ایالات متحده آمریکا قرار دارد.